# Jimmy Roye
Jimmy Roye (* 8. September 1988 in Paris) ist ein französischer Fußballspieler.

## Karriere
Roye wurde 2003 in die Jugendabteilung des südfranzösischen Profiklubs OGC Nizza aufgenommen und wechselte von dort aus 2006 zum SC Amiens, wo er den Sprung in die erste Mannschaft allerdings nicht schaffte und sich 2008 stattdessen für einen Wechsel zum Drittligisten Calais RUFC entschied. Im nordfranzösischen Calais avancierte der junge Spieler zur Stammkraft. Weil er den Abstieg des Teams am Ende seiner ersten Spielzeit verhindern konnte, verließ er den Verein dennoch und unterschrieb beim ebenfalls drittklassigen Paris FC. Bei dem Klub aus der französischen Hauptstadt erhielt er erneut einen Stammplatz, den er bis zu seinem Wechsel zum Ligakonkurrenten Chamois Niort im Jahr 2011 beibehalten konnte.
Bei Niort zählte er nicht nur zu den Leistungsträgern, sondern erreichte in der Spielzeit 2011/12 mit zehn Toren erstmals eine zweistellige Anzahl an Treffern. Mit diesen trug er zum Aufstieg am Ende der Saison bei, was für ihn den erstmaligen Sprung in eine Profiliga bedeutete. Somit gelang Roye sein Profidebüt, als er am 27. Juli 2012 beim 1:1 gegen Clermont Foot über die volle Länge des Spiels auf dem Platz stand. Im Anschluss daran konnte er seinen Stammplatz behaupten.